# Si Tour Me Quisieras
Si Tour Me Quisieras es la continuación de Mon La Fruta Tour de la cantautora chilenomexicana Mon Laferte, presentando su tercer álbum de estudio Mon Laferte Vol. 1, la gira recorrió distintos lugares de México, Estados Unidos y Chile obteniendo el mismo éxito que el Tour anterior.

## Repertorio
1. Tormento
2. Vuelve por favor
3. Igual Que Yo
4. Si tú me quisieras
5. Salvador
6. El Cristal
7. La Noche Del Día Que Llovió en Verano
8. Un Alma En Pena
9. Cielito De Abril
10. Amor completo
11. La Mujer
12. Flor De Amapola
13. Orgasmo Para Dos
14. Ana (cover de Los Saicos)
15. Bonita
16. No Te Fumes Mi Mariguana
17. El Diablo
18. Tu falta de querer

## Fechas de la gira
| América Latina          |                            |                |                                         |
| 4 de octubre de 2016    | Guanajuato                 | México         | Explanada de La Alhondiga de Granaditas |
| 8 de octubre de 2016    | Oaxaca                     | México         | Quinta Azucena                          |
| 14 de octubre de 2016   | San Luis Potosí            | México         | Cineteca Alameda                        |
| 19 de octubre de 2016   | Monterrey                  | México         | Arena Monterrey                         |
| 20 de octubre de 2016   | Chihuahua                  | México         | Teatro de Los Héroes                    |
| 21 de octubre de 2016   | Ciudad Juárez              | México         | Teatro Víctor Hugo Rascón               |
| América del Norte       |                            |                |                                         |
| 6 de noviembre de 2016  | Falls Church               | Estados Unidos | The State Theatre                       |
| 7 de noviembre de 2016  | New York                   | Estados Unidos | Irving Plaza                            |
| 8 de noviembre de 2016  | Detroit                    | Estados Unidos | El Club                                 |
| 9 de noviembre de 2016  | Chicago                    | Estados Unidos | Portage                                 |
| 12 de noviembre de 2016 | Dallas                     | Estados Unidos | Trees                                   |
| 13 de noviembre de 2016 | Houston                    | Estados Unidos | Scout Bar                               |
| 16 de noviembre de 2016 | Las Vegas                  | Estados Unidos | Vinyl                                   |
| 20 de noviembre de 2016 | West Hollywood             | Estados Unidos | The Roxy                                |
| 21 de noviembre de 2016 | Santa Ana (California)     | Estados Unidos | The Observatory                         |
| 22 de noviembre de 2016 | San Diego (California)     | Estados Unidos | House Of Blues                          |
| 23 de noviembre de 2016 | San Francisco (California) | Estados Unidos | The Independent                         |
| América Latina          |                            |                |                                         |
| 3 de diciembre de 2016  | Santiago de Chile          | Chile          | Club Hípico                             |
| 10 de diciembre de 2016 | Mérida                     | México         | Plaza Grande                            |
| 15 de diciembre de 2016 | Nezahualcóyotl             | México         | Auditorio Alfredo del Mazo              |
| 17 de diciembre de 2016 | México D.F.                | México         | Carpa Astros                            |
| 7 de enero de 2017      | Santiago de Chile          | Chile          | Estadio Nacional                        |
| 21 de enero de 2017     | Sonora                     | México         | Alameda de Álamos                       |